# Francisco Mata
Francisco Antonio Mata «Chico Toño» (Juan Griego, 24 de julio de 1932 - Porlamar, 24 de enero de 2011), fue un cantante y compositor venezolano. Se le conoce con el calificativo de «El Cantor de Margarita».

## Biografía
Francisco Mata nació el 24 de julio de 1932 en la población de Las Piedras de Juan Griego, municipio Marcano, al norte de la isla de Margarita, donde aún residía. Hijo de Rosa Blanca Mata y Alejandro Marcano Gómez. Formó hogar con Gloria Díaz de Mata y de esta unión nacieron Francisco, Marlene, Rosa, José, Guelvis, Joel y Gloria, además nietos y bisnietos.
“Amar a Dios sobre todas las cosas es la verdadera felicidad del hombre sobre la tierra y más allá, para alcanzar la ternura, el amor, la fe en nuestro Señor Jesucristo y su amantísima madre María”.
Cada 24 de julio, en ocasión de su cumpleaños, la celebración era todo un acontecimiento y un motivo para congregarse a su alrededor. La musicalidad, la parranda y la confraternidad reinaban.
También “Chico Toño” institucionalizó el homenaje por el día de las Madres, en recuerdo de su progenitora. Montaba un toldo frente a su casa de Las Piedras, recogía regalos entre el comercio e instituciones y prodigaba a las mujeres de su pueblo la alegría de compartir esta fecha especial.
Hace algunos años fue sometido a una operación de corazón abierto, tras un infarto. En fecha reciente su salud fue afectada por nuevas dolencias, hasta que llegó la hora final el lunes 24 de enero de 2011 en la mañana.

## Carrera musical
En el libro “El Canto Popular Margariteño”, editado en 1997 por la Gobernación del estado Nueva Esparta y el Consejo Nacional de la Cultura (Conac), “Chico Toño” refiere que su padre, hombre curtido en el mar, quería para él su mismo destino.
En las faenas del mar le enseñó a cantar el polo margariteño dolido y doliente, la malagueña quejumbrosa y lánguida, la jota madrugadora, el puntillanto o punto marinero cadencioso; el gaitón y la gaita margariteña, con todas sus variantes, la sabanablanca, el zumbaquezumba o zumbadora y tantas otras melodías que conforman el amplio folclor insular.
En ese contexto descubrió sus aptitudes musicales desde muy pequeño. Contaba que a una tablita le agregaba un pedazo de alambre y se hacía la ilusión que era una guitarra y comenzaba a cantar.
A los 13 años, hizo su debut en la Sociedad Benefactora de Juangriego, su pueblo natal. En 1960 se incorpora al Conjunto Guaiquerí que dirigía Pedro Rosales, de allí viene su primera grabación, el disco llamado Canto Margariteño. En 1969 se une al grupo de trabajo de la Dirección de Educación y Cultura del estado Nueva Esparta, con el conjunto de “Francisco Mata y sus guaiqueríes”, con el cual recorrió el país, como embajador musical de Margarita.
Su paso por esta agrupación le permitió grabar 2 LP con el sello Discomoda y crear el ritmo Motivo Guaiquerí, que definió como una mezcla con el merengue que se distinguía por la forma de tocar el cuatro.
Deja como legado una producción discográfica de 30 LP y más de 300 piezas musicales. Temas como el polo margariteño “Amigo Turista”, de su autoría, son emblemáticos en la región. “Amigo turista te felicito/por visitar mi tierra tan bonita/pasea por todos sus pueblecitos/y verás lo hermosa que es mi Margarita”.
Mata fue el creador del ritmo que se conoce como Motivo Guaiquerí, similar al merengue, pero que difiere en su ejecución y en la armonía, que él como artista le arranca en la entonación del cuatro: la primera experiencia en estos ritmos la tuvo en el año 1964, con una pieza denominada La Pesca. Ese ritmo margariteño se popularizó por el país.
La canción “Parranda de navidad (Son para gozarlas)” de su autoría, se convirtió en un emblema para las fiestas de fin de año de dos países, Colombia y Venezuela.
Como ningún otro “fue profeta en su tierra”, amado y respetado. Deja buen legado de composiciones y su Colección de Oro, con las más selectas piezas de su inspiración.

## Fallecimiento
A los 78 años murió en la Clínica El Valle, el Cantor de Margarita Francisco Mata, Gloria del Folclor  Nacional y Patrimonio Cultural Viviente del Estado Nueva Esparta.
Cabellos blancos, humilde y sencillo, fue uno de los más fieles exponentes de la música tradicional margariteña y oriental en general. La partida de “Chico Toño” enmudece voces e instrumentos.
La isla a la que tanto dio con su música, guardó tres días de luto por la pérdida de este gran Cantor.